# لگن بیمار
لگن بیمار وسیله‌ای است که برای جمع‌آوری ادرار و مدفوع افرادی استفاده می‌گردد که توانایی استفاده از سرویس بهداشتی را ندارند.

## موارد استفاده
بازهٔ گسترده‌ای از بیماران ناچار به استفاده از این وسیله هستند. از افرادی که دوران نقاهت پس از عمل جراحی را سپری می‌کنند تا بیمارانی که دچار اختلالات حرکتی هستند و حتی افرادی که دچار بیماری‌هایی از قبیل آلزایمر، پارکینسون، زوال عقل می‌باشند مجبور به استفاده از این وسیله می‌باشند.

## لگن‌های فلزی
اکثر لگن‌های بهداشتی که امروزه مورد استفاده قرار می‌گیرند از فلز ساخته شده‌اند. سهولت در شست‌وشو و پاک شدن از مزایای این لگن‌ها است، اما با توجه به قدیمی بودن طراحی و ساختار این لگن‌های فلزی، راحت نبودن، تیز بودن لبه‌های آنها و امکان ایجاد زخم بستر در بیمار از معایب آن‌ها است.

## لگن‌های پلاستیکی
امروزه برخی شرکت‌ها با هدف مرتفع نمودن معایب لگن‌های بیمار قدیمی، اقدام به طراحی و ساخت لگن‌های پلاستیکی با ساختاری ارگونومیک نموده‌اند. از مزایای این لگن‌های بیمار جدید داشتن سطح گسترده‌تر، تعادل بیشتر و پوشش برای نواحی تناسلی می‌باشد.
در حال حاضر استفاده از نسل جدید لگن‌های بیمار با توجه به مزایای آن‌ها در حال افزایش می‌باشد. از یک سو، این لگن‌ها راحتی بیشتری برای بیمار فراهم می‌آورند و وزن بسیار کمتری نسبت به لگن فلزی دارن و از سوی دیگر با توجه به کاهش شدید آلودگی محیط و احتمال واژگونی لگن و نشت محتویات بر روی تخت و ملحفه، هزینهٔ بیمارستان‌ها در مجموع کاهش پیدا می‌نماید.

## نگارخانه

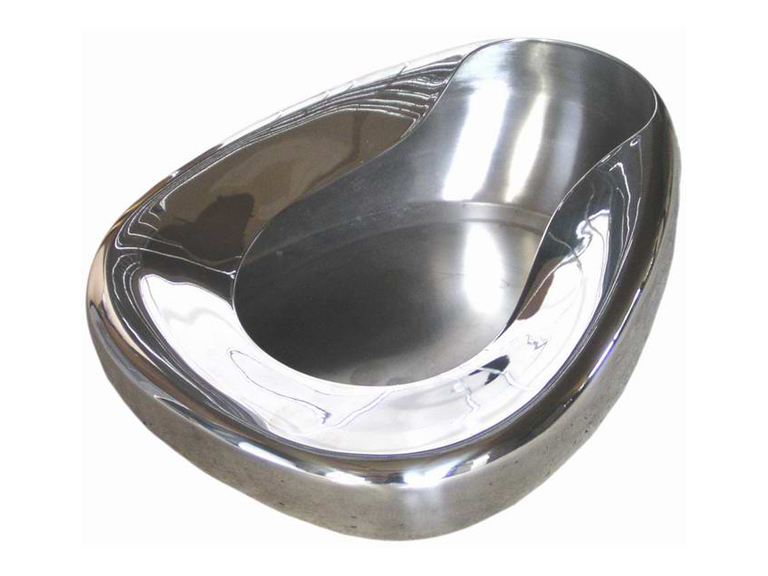
لگن بیضی‌شکل
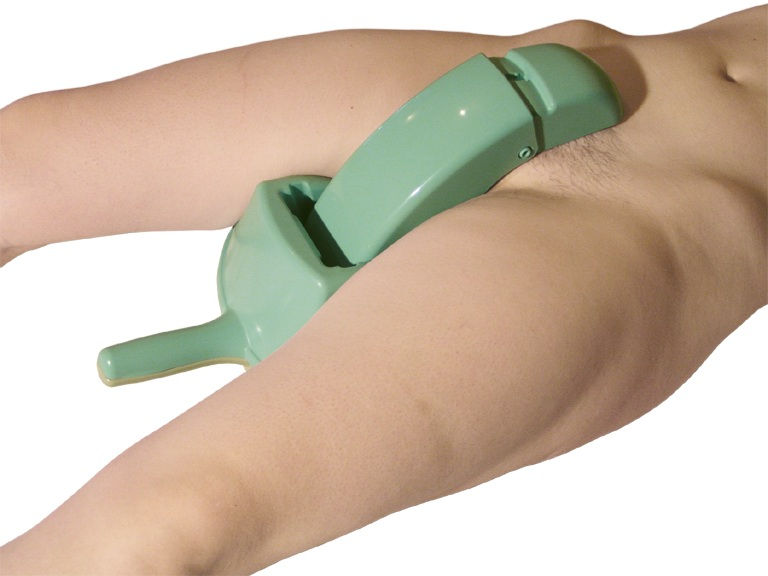
لگن ارگونومیک
نحوهٔ عملکرد لگن ارگونومیک